# Willy Lindström
Willy Lindström, född 5 maj 1951 i Grums, Värmland, är en svensk före detta professionell ishockeyspelare som vann NHL:s Stanley Cup två år i följd, 1984 och 1985. Han är en av de svenskar som har vunnit Stanley Cup.
Han fick sin ishockeyskolning i Grums IK under 1960-talet innan han 1970 gick över till Frölunda och spel i den högsta svenska ishockeydivisionen. 1975 tecknade han ett kontrakt som free agent med Winnipeg Jets i WHA och lyckades där ligga i toppen av skytteligan i fyra år i rad. Han är den svensk som spelade flest matcher i WHA och gjorde Winnipeg Jets sista mål i WHA när laget vann finalspelet om Avco-trofén 1979 i den sjätte matchen mot Edmonton Oilers (som hade unge Wayne Gretzky i laget).
Han var kvar i Winnipeg när laget gick över till spel i NHL 1979 och fortsatte att producera mål, under de följande fyra säsongerna noterades han för 20 mål per säsong. I mars 1983 byttes Willy Lindström till Edmonton Oilers mot Laurie Boschman. Lindström erhöll en ny roll i sitt nya lag men lyckades göra 22 mål under säsongen 1983/1984 och var i högsta grad delaktig i klubbens dubbla vinster i Stanley Cup 1984 och 1985. Edmonton hoppades få behålla honom efter säsongen 1985, men skyddade inte honom under transferperioden, eftersom han var den äldste spelaren i truppen. Då tog Pittsburgh Penguins chansen och köpte honom.
Med tre vunna Avco-slutspel och två Stanley Cup-segrar på meritlistan, är Willy Lindström en av de mest framgångsrika spelarna Sverige haft i den transatlantiska ishockeyn. Fem av hans tolv säsonger i WHA och NHL, slutade med att han kunde fira en mästartitel.
Han har en son Liam Lindström som också spelar elitishockey, Liams gudfar är Wayne Gretzky, och en bror, Evert Lindström som spelade i Elitserien i ishockey för Frölunda 1972 till 1980.

## Internationellt
Willy Lindström spelade i tre internationella turneringar för Sveriges herrlandslag i ishockey, totalt 60 matcher. Han var med och erövrade bronsmedaljer i två VM, 1974 och 1975, och var med i laget i Canada Cup 1976.

## Klubbar
- Grums IK 1967-1970 Division II
- Västra Frölunda HC 1970-1975 Division I
- Winnipeg Jets 1975-1979 WHA
- Winnipeg Jets 1979-1982 NHL
- Edmonton Oilers 1982-1985 NHL
- Pittsburgh Penguins 1985-1987 NHL
- Brynäs IF 1987-1990 Elitserien

## Meriter
- Avco-vinnare (WHA:s slutspel) 1976, 1978, 1979
- Stanley Cup mästare 1984, 1985
- VM-brons 1974, 1975
- Canada Cup-fyra 1976
- Mest värdefulla spelare (MVP) i WHA All-Star Game 1977